# 안개 수집

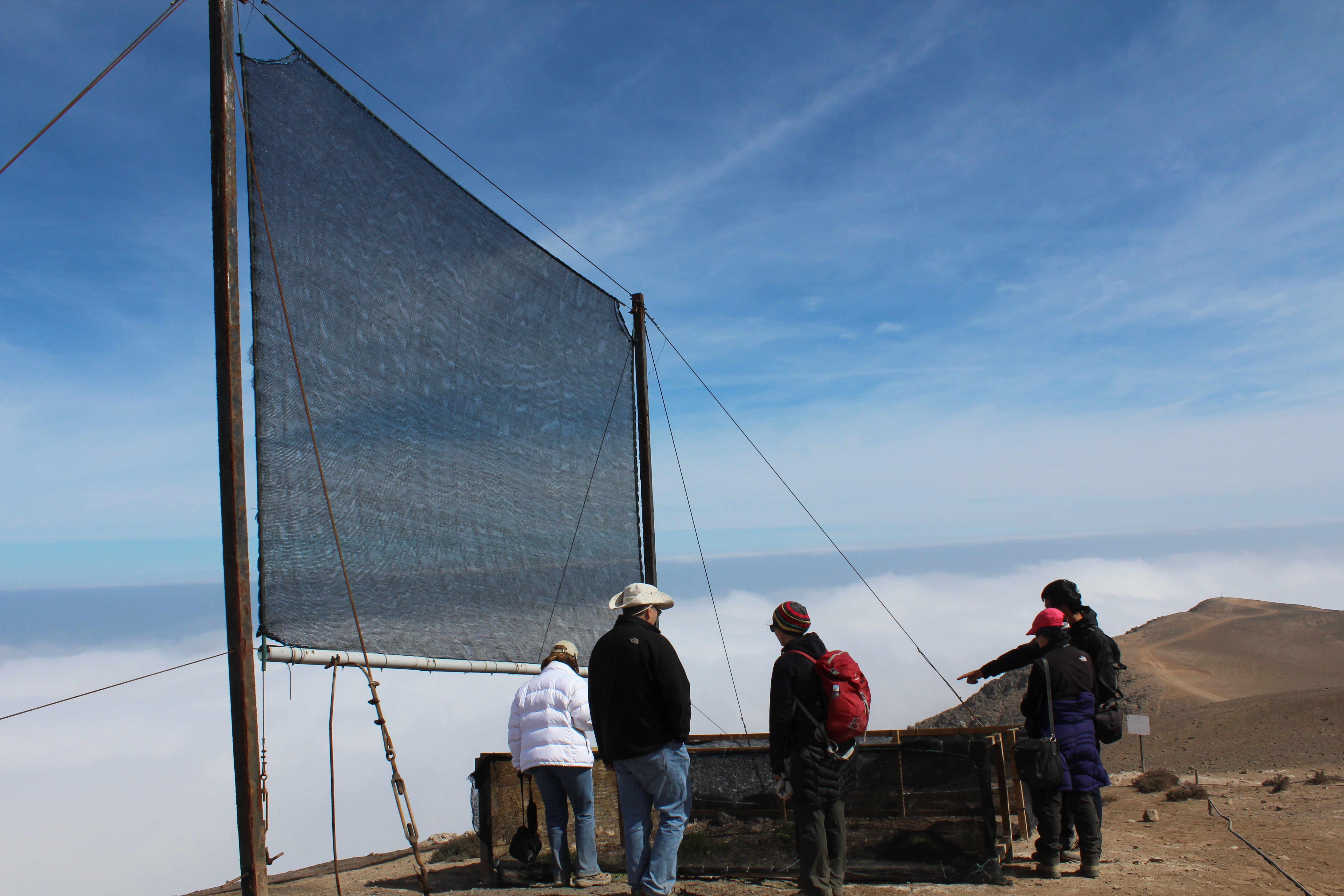
칠레 아타카마 사막 알토 파타체의 안개 수집 (Atrapanieblas)

안개 수집(Fog collection)은 안개 물방울이 안개 울타리로 알려진 캔버스 밑의 물통으로 떨어져 모이도록 하기 위해 수직으로 세워진 거대한 캔버스를 사용하는, 안개의 수분의 수집을 의미한다.
응축으로 알려진 과정 중에, 대기 중의 수증기는 자연적으로 차가운 표면에 응축되어 이슬로 알려진 물방울이 된다. 이 현상은 식물의 이파리 등의 얇고 평평한 사물에 제일 발생하기 쉽다. 노출된 표면이 공기 중으로 열기를 방출하여 차가워지면, 대기 중의 수분은 증발할 수 있는 비율보다 표면에 더 많이 응축되어 결과적으로 물방울을 형성하게 된다.

## 역사적인 유래
자연적이거나 보조적인 과정을 통한 이슬, 응축된 물의 체계적인 수집은 고대의 관행이었는데, 이는 규모에 따라 식물의 줄기를 통해 물을 응집하여 수집하는(오늘날에도 생존주의자들이 이용하는) 작은 규모의 식수 연못에서, 아타카마 사막과 나미브 사막과 같은 대규모의 강우 없는 자연적 관개에 이른다. 우크라이나의 독특한 돌기둥, 잉글랜드 남부의 중세 "이슬못", 란사로테의 지역을 뒤덮는 화산석과 같은 인공적인 장치들은 모두 이슬 채취가 가능한 장치로 여겨져 왔다.

## 현대적인 방식
1980년대 중반에 Meteorological Service of Canada (MSC)는 퀘벡의 몽서턴에 큰 안개 수집 장치를 설치하고 활용하기 시작했다. 이 단순한 장치들은 와이어로 고정된 두 개의 나무 기둥 사이에 걸린, 일반적으로 너비 12M에 높이 4M에 이르는 큰 캔버스천으로 구성되어 있고 밑에는 긴 물받이통이 있다. 물은 안개에서 캔버스로 응축되고 합쳐져 물방울을 이루고 흘러내려 캔버스 밑의 물통에 모인다.

### 칠레의 프로젝트
캐나다의 프로젝트는 안개 수집 장치를 그들이 수집한 안개의 구성성분을 연구하는 데 그쳤다. 하지만 그들의 성공은 칠레산림협회 (CONAF)와 폰티피컬 칠레 가톨릭 대학교의 과학자들의 흥미를 자극해 남반구의 겨울에 칠레 북부 해안을 뒤덮는, camchanca나 garúa가루아라 불리는 구름을 활용하도록 했다. 국제개발연구센터의 기금을 통해, MSC는 칠레 사람들과 협업하여 노르테 그란데의 엘 토포 산의 수집 시설의 다양한 설계들을 테스트하기 시작했다. 설계가 완성되자, 대략 50개의 수집 체계가 세워졌고 재식림을 위해 산비탈의 묘목에 물을 대는 데 사용되었다. 초목이 일단 자리를 잡으면 남아메리카의 많은 운무림처럼 항상성이 있는 체계로서 번창하기 위해 스스로 안개를 모아야만 한다.
하지만 재식림 계획의 성공은 불분명하지만, 계획이 시작된 지 거의 5년 후에 춘군고의 마을의 근처에서, 산에서 마을로 물을 보내는 파이프라인을 추진하기 시작했다. 이것은 CONAF의 시야에서 벗어나 있었지만, CONAF는 춘군고의 300명 주민들에게 물을 공급하기 위해 수집 시설을 94개의 저장용 물탱크와 파이프가 딸린 나일론 그물 수집기로 확장하는 것을 동의했다.
1992년에 완성된 프로젝트는 저장되거나 마을에 공급하여 마시고 목욕하고 관개하는 데 사용할 수 있는 물을 평균적으로 일일 15,000 리터, 최대 100,000리터를 생산하여 놀라운 초반의 성공을 거두었다. 성과는 높은 공공성을 획득했고, 이전에는 물이 위험할 정도로 모자랐던 마을사람들에게 빈번히 언급되고 있으며, 마을 사람들은 수집기를 "기적"이라고 불렀다.
안타깝게도 10년 뒤인 2002년 후반에 IDRC는 아홉 개의 장비들만이 남아있었으며 체계는 전반적으로 굉장히 열악했다고 보고했다. 반면 MSC는 2003년에 시설이 여전히 작동한다고 한 기사를 통해 밝혔지만, 그 진술을 뒷받침할 세부사항은 제공되지 않아 의심을 더했다. 2003년 7월에 IDRC는 엘 토포를 부활시킬 계획이 존재한다고 보고했다.
이 프로젝트가 지속되지 못한 이유는 여러 요소에서 찾을 수 있다. 프로젝트가 시작할 때부터 엉뚱한 길에 발을 들였기 때문에, 프로젝트는 결국 혼란 속에 빠졌고 시설이 지어졌을 때 가졌던 명확한 목표를 상실했다. 춘군고의 거주자들은 수집기를 유지보수하기 위해 마을 가정들에게서 모은 자금으로 기금을 대어 협회를 조직했지만, 새로운 물 공급은 마을 인구를 세 배로 늘렸고 협회는 어떤 물 부족 문제도 쉽고 비용 효율적으로 해결할 수 있는, 수집기와 저수지의 범위를 확장할 추가적인 기금을 만들 수 없었다. 이것과 다른 물을 공급할 방법을 통해 사용할 물을 스스로 모으는 것은 품위가 없으며 국가가 이러한 서비스에 대해 돈을 지불해야 한다고 생각하는 춘군고와 다른 개발도상국의 마을의 사람들이 이러한 방식을 기피했다는 주장도 존재한다. 사실 이것은 정확히 2003년에 춘군고 사람들이 원하는 것이었다. 20km 떨어진 로스 강에서부터 짓기 위해 백만 달러가 필요한 파이프라인 말이다.
하지만 현재의 증거는 실패가 시정되어왔다는 것을 보여주며, 계획들은 성공적이다.

### 다르 시 흐마드

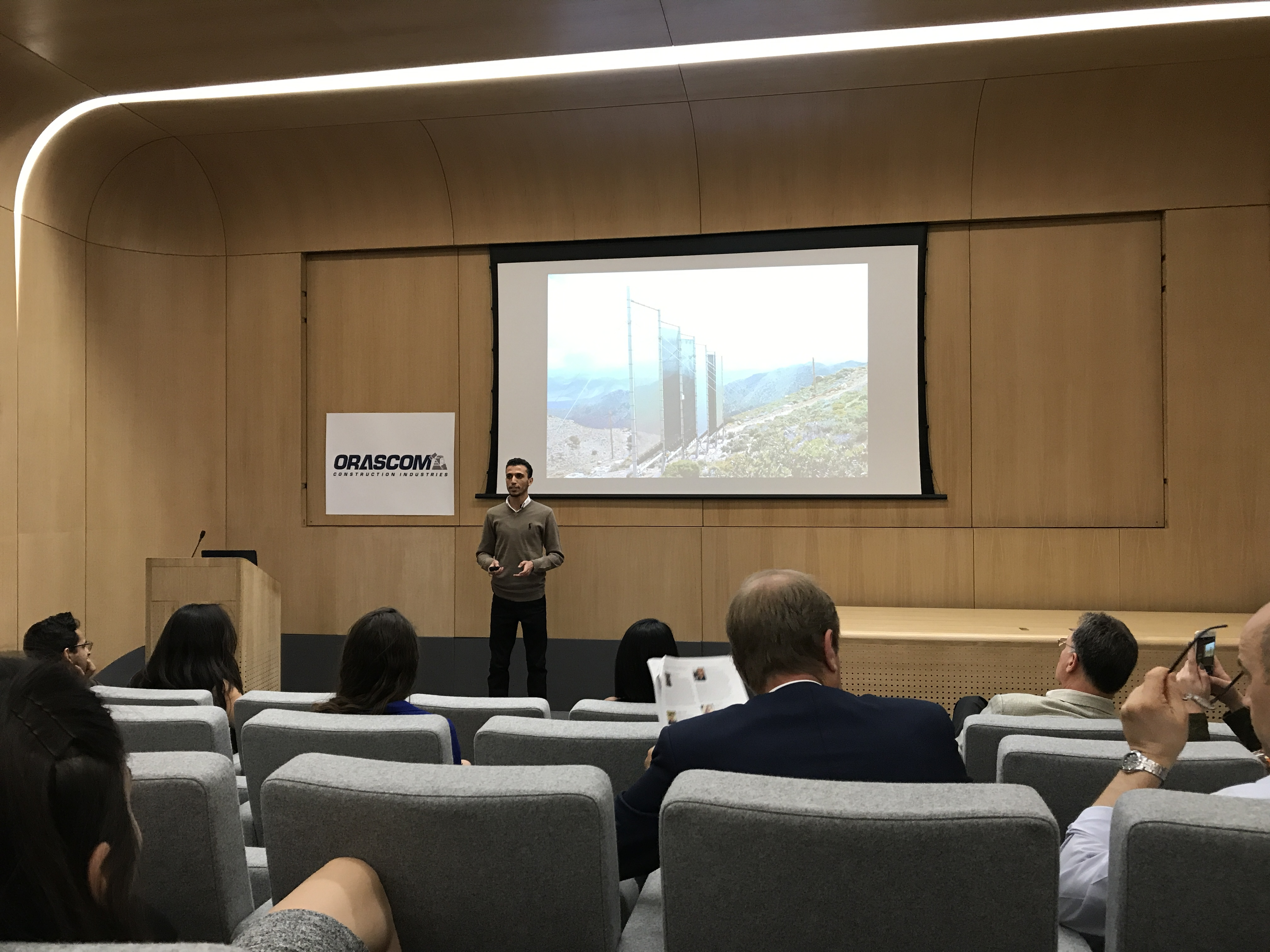
안개 수집에 대해 발표하는, 다르 시 흐마드 팀의 마흐디 라프람

2015년 3월에 모로코의 NGO인 다르 시 흐마드Dar Si Hmad (DSH)가 안티-아틀라스 산에 세계에서 제일 큰 안개 수집&분배 체계를 건설했다. 다르 시 흐마드가 작업한 지역은 물이 모자라지만, 연중 6개월 동안 풍부한 안개가 지역 전체를 뒤덮는다. DSH의 체계는 SMS 문자를 통해 체계를 보고하고 점검할 수도 있다. 이러한 유용성은 안개 수집이 이러한 시골 지역의 사회적인 조직에서 가지는 영향을 다루는 데 필수적이다. MIT 연구자들은 DSH가 수행한 안개 수집 방법이 "다섯 배 정도 향상된 안개 수집 효율"을 가진다고 말했다.

### 국제적인 이용
춘군고의 안개 수집 프로젝트의 명백한 실패에도 불구하고, 이 방식은 이미 전 세계에 다양한 지역적 특색을 가지고 인기를 끌어왔다. 오늘날 이슬 활용 국제 협회International Organization for Dew Utilization는 비나 안개가 연간 물 필요량을 충족시킬 수 없는 지역에 은박 호일을 기반으로 만든 효과적인 응축기를 설치하고 있다. 프로젝트가 초기의 성공을 거둔지 얼마 지나지 않아, 다양한 참여 조직의 연구자들이 비영리조직 포그퀘스트를 조직했으며, 예멘과 칠레 중앙에 시설을 구축했지만 과테말라, 아이티, 네팔은 아직 검토 중이고, 이번에는 프로젝트가 미래에도 제대로 지속될 것이라는 희망 속에 위원회들의 참여를 지속하는 것에 더 많이 중점을 두었다. 현재 전 세계의 총 25개 국의 마을에서 안개 수집 시설이 가동 중이다. 여전히 건조했던 땅에 초목을 빽빽히 심어두기 위해 안개 수집 체계를 사용할 가능성도 있다. 전반적으로, 비싸지 않은 안개 수집기들이 계속해서 널리 사용될 것으로 보인다.

## 같이 보기
- 대기 수분 포획기
- 수자원
- 공기 우물
- 안개 그물